# Tetracontagon

Tetracontagon

Tetracontagonul este un poligon cu 40 de laturi și 40 de vârfuri.